# Anne-Wil Duthler
Anne-Wil Duthler (Doetinchem, 30 april 1967) is een Nederlands politica, juriste, bestuurskundige en ondernemer. Van 2007 tot 2019 was ze lid van de Eerste Kamer.

## Jeugd en opleiding
Van 1979 tot 1985 volgde ze het atheneum aan de christelijke scholengemeenschap Ulenhofcollege in haar geboorteplaats Doetinchem. Van 1985 tot 1989 studeerde ze bestuurskunde aan de Universiteit Twente en van 1989 tot 1992 rechten aan de Rijksuniversiteit Leiden. Op 22 september 1998 promoveerde ze in de rechtsgeleerdheid aan die universiteit.

## Carrière
Vanaf 1 december 1998 tot en met 31 januari 2014 was Duthler adviseur ICT en recht, bestuurder en eigenaar van Duthler Associates in Den Haag. Dit adviesbureau op het gebied van bestuur, recht en ICT had ze zelf opgericht.
In 2004 werd ze lid van de VVD-partijraad. Op 12 juni 2007 werd ze namens de VVD lid van de Eerste Kamer. Van 29 juni 2007 tot juni 2015 was ze fractiesecretaris. In de senaat voerde ze het woord op de terreinen Justitie, Binnenlandse Zaken en Koninkrijksrelaties, Jeugd&Gezin en ICT. Daarnaast was zij voorzitter van de commissie die het verkiezingsprogramma voor de gemeenteraadsverkiezingen in 2010 in de gemeente Den Haag opstelde. In de senaat was ze vanaf 9 juli 2013 voorzitter van de vaste commissie J&V (tot 7 november 2017 was de naam commissie Veiligheid en Justitie).
Van 1 juli 2006 tot 18 april 2012 was Duthler lid van de raad van toezicht van het Centraal Orgaan opvang asielzoekers (COA). In oktober 2011 legde ze haar functie tijdelijk neer in afwachting van de resultaten van een extern onderzoek naar misstanden bij dit zelfstandig bestuursorgaan. Duthler was van 14 juni 2005 tot 12 december 2013 bestuurslid van het Meldpunt Discriminatie Amsterdam en is onderzoeker/universitair docent aan het Centrum voor eLaw van de Universiteit Leiden. In 2012 was Duthler commissaris bij de Facultatieve Groep, eigendom van de Koninklijke Vereniging voor Facultatieve Crematie, toen dit uitvaartbedrijf voor een schijntje werd verkocht aan de directeur Henry Keizer. Vanaf 2014 is ze ook advocaat en partner van het advocatenkantoor First Lawyers in haar woonplaats Den Haag.
In mei 2019 dreigde ze in de Eerste Kamer tegen het door de VVD-fractie gesteunde wetsvoorstel Verhoging rentemaatstaf studielening te stemmen. Zonder haar voorstem zou het voorstel sowieso geen meerderheid halen. Haar waarschijnlijke tegenstem en geuite bezwaren van D66 leidden ertoe dat het wetsvoorstel werd ingetrokken.